# Ельницкий, Лев Андреевич
Лев Андреевич Ельницкий (1907, Санкт-Петербург — 1979) — советский учёный, историк, видный исследователь античности, специалист в области истории и географии Древнего Причерноморья, этрускологии и раннего Рима. Переводчик. Мемуарист.

## Биография
Родился в семье Андрея Епифановича Ельницкого, историка и революционного деятеля, и Ольги Евгеньевны Этингоф (сестры Б. Е. Этингофа). С 1916 года учился в Пензенском реальном училище. В начале 1920-х годов вместе с семьёй переехал в Москву и поступил в Первую опытно-показательную школу. В 1925 году успешно сдал экзамены на этнологический факультет МГУ, но не был принят из-за ошибки при подаче документов. Поступил в Ленинградский педагогический институт имени Герцена, откуда в начале 1926 года перевёлся на обществоведческое отделение Индустриально-педагогического института в Москве. Не удовлетворённый качеством преподавания, через несколько месяцев по протекции ректора МГУ А. Я. Вышинского, знакомого с его отцом, был переведён на второй курс этнологического факультета МГУ. В течение 1927—1928 годов всё реже посещал занятия, перестал сдавать зачёты и фактически ушёл из университета, решив посвятить себя истории и самостоятельно получить образование в этой области. Самостоятельно выучил французский, немецкий, латинский и древнегреческий языки. В качестве будущей специализации выбрал античную историю. В 1929 году получил повестку и после медкомиссии был признан негодным к военной службе.
С 1930 года — младший научный сотрудник Московского Исторического музея. Начал публиковаться в ряде специальных журналов.
Участник Великой Отечественной войны. В июле 1941 года вступил в народное ополчение, несмотря на наличие брони и не соответствующее армейским нормам состояние здоровья. Осенью 1941 года весь батальон, где Л. А. Ельницкий служил военфельдшером и потому не был вооружён, попал в плен под Ельней.
В 1941—1945 гг. работал переводчиком в лагере советских военнопленных, которые ремонтировали автомобильные дороги в немецком тылу.
В апреле 1945 года был освобождён из плена в Берлине советскими войсками и отправлен в фильтрационный лагерь в Гёрлице (Чехословакия). Осенью того же года вернулся в Москву. Устроиться на постоянную работу и получить продовольственные карточки он с клеймом военнопленного не мог. Внештатно работал в журнале «Вестник древней истории». Готовился к защите кандидатской диссертации.
В марте 1950 года был арестован и заключён в Лубянскую тюрьму. В октябре по обвинению в измене родине и антисоветской агитации приговорён к 25 годам лагерей ГУЛАГа. В 1955 г. приговор был пересмотрен и срок сокращен до 10 лет. Затем освобождён по амнистии, со снятием судимости.
В 1956—1979 гг. Л. А. Ельницкий из-за отсутствия диплома о высшем образовании, а также реабилитации не имел  возможности поступить в штат научных учреждений. Большую часть жизни он оставался внештатным сотрудником журнала «Вестник древней истории».

## Научная деятельность
Автор нескольких монографий и большого числа статей по различным вопросам древней истории, истории античного мира, а также переводов древних текстов.
Круг научных интересов Л. А. Ельницкого очень широк. Это историческая география Северного Причерноморья, эпоха бронзы, история рабства в Древнем Риме, античная идеология и мифология, этрусская культура, скифология, раннее христианство, эпиграфика. Большая часть его статей напечатана в журнале «Вестник древней истории» — он был сотрудником этого журнала с момента его основания. Некоторые статьи опубликованы в журналах «Советская археология», «Вопросы истории», а также в энциклопедиях: БСЭ, Советская историческая энциклопедия и др.
Кроме того, написал и положил в стол «Три круга воспоминаний» — о плене, о лагере и о своей научной работе.

## Избранные публикации
- Монографии:
  - Знания древних о северных странах. — М.: Географгиз, 1961.
  - Древнейшие океанские плавания. — М.: Географгиз, 1962.
  - Возникновение и развитие рабства в Риме в VIII—III вв. до н. э. — М.: «Наука», 1964.
  - Скифия евразийских степей. — Новосибирск: «Наука», 1977.
- Мемуары:
  - Война и плен. — М., 2012.
  - Лагерный дневник. — М., 2013.
  - На паперти храма науки. — М., 2014.

Перевёл «Scythica et Caucasica» и 2 трактата из «Моралий» Плутарха:
- Наставления по управлению государством // Вестник древней истории. — 1978. — № 3-4.
- Почему божество медлит с воздаянием // Вестник древней истории. — 1979. — № 1.

- Статьи
  - Греция (Древняя) / Колобова К. М. (исторический очерк), Ельницкий Л. А. (Воспитание и просвещение), Лосев А. Ф. (Религия и мифология), Гайденко В. П. (Философия), Пикус Н. Н. (Естественнонаучные взгляды), Ельницкий Л. А. (География, Историческая наука, Музыка), Тронский И. М. (Литература), Головня В. В. (Театр), Соколов Г. И. (Архитектура, изобразительное и декоративно-прикладное искусство), Тронский И. М. (Изучение древнегреческой культуры. Вступление, Изучение литературы), Лосев А. Ф. (Изучение философии), Фролов Э. Д. (Изучение истории), Сидорова Н. А. (Изучение искусства). // Гоголь — Дебит. — М. : Советская энциклопедия, 1972. — (Большая советская энциклопедия : [в 30 т.] / гл. ред.  А. М. Прохоров ; 1969—1978, т. 7).